# Нелазское сельское поселение
Нелазское сельское поселение — сельское поселение в составе Череповецкого района Вологодской области.
Центр — деревня Шулма.
Образовано 1 января 2006 года в соответствии с Федеральным законом № 131 «Об общих принципах организации местного самоуправления в Российской Федерации».
По данным переписи 2010 года население — 2101 человек.

## История
В 1999 году был утверждён список населённых пунктов Вологодской области. Согласно этому списку в Нелазский сельсовет входили 14 населённых пунктов.
16 ноября 2000 года в Абакановском сельсовете были зарегистрированы новые деревни Каменник и Рогач.
1 января 2006 года образовано Нелазское сельское поселение, в состав которого вошли Нелазский сельсовет, деревни Каменник и Рогач Абакановского сельсовета.

## География
Расположено на западе района. Граничит:
- на севере с Абакановским сельским поселением,
- на востоке с Малечкинским и Тоншаловским сельскими поселениями и городским округом Череповец,
- на юге с Судским сельским поселением (граница проходит по реке Суда и Рыбинскому водохранилищу) и городским поселением Хохлово Кадуйского района,
- на западе с Рукавицким и Бойловским сельскими поселениями Кадуйского района.

По территории поселения проходит региональная автотрасса А114. Протекают левые притоки реки Суда: Андога, Шулма, Нелаза.

## Населённые пункты
В состав сельского поселения входят 16 населённых пунктов, в том числе
13 деревень,
1 ж.-д. станция,
1 посёлок,
1 село.
| Населённый пункт     | ОКАТО          | Рег. номер | Расстояние до районного центра, км | Расстояние до центра поселения, км | Индекс | Координаты                      |
| -------------------- | -------------- | ---------- | ---------------------------------- | ---------------------------------- | ------ | ------------------------------- |
| посёлок Андогский    | 19 256 870 017 | 7725       | 48                                 | 12                                 | 162675 | 59°11′43″ с. ш. 37°23′52″ в. д. |
| деревня Каменник     | 19 256 804 042 | 8277       |                                    |                                    | 162682 | 59°14′23″ с. ш. 37°32′31″ в. д. |
| деревня Карманица    | 19 256 870 004 | 7726       | 29                                 | 9                                  | 162675 | 59°11′59″ с. ш. 37°40′08″ в. д. |
| ж.-д. станция Кошта  | 19 256 870 006 | 7727       | 40                                 | 16                                 | 162691 |                                 |
| деревня Крутец       | 19 256 870 007 | 7728       | 45                                 | 9                                  | 162675 | 59°14′30″ с. ш. 37°25′45″ в. д. |
| деревня Михайлово    | 19 256 870 008 | 7729       | 43                                 | 7                                  | 162675 | 59°13′56″ с. ш. 37°26′57″ в. д. |
| село Нелазское258    | 19 256 870 009 | 7730       | 31                                 | 7                                  | 162675 | 59°11′28″ с. ш. 37°38′16″ в. д. |
| деревня Панфилка     | 19 256 870 011 | 7732       | 33                                 | 9                                  | 162675 | 59°11′03″ с. ш. 37°37′22″ в. д. |
| деревня Патино       | 19 256 870 012 | 7733       | 33                                 | 9                                  | 162675 | 59°10′40″ с. ш. 37°37′52″ в. д. |
| деревня Плешаново    | 19 256 870 013 | 7734       | 39                                 | 3                                  | 162675 | 59°11′20″ с. ш. 37°30′53″ в. д. |
| деревня Поповка      | 19 256 870 014 | 7735       | 30                                 | 8                                  | 162675 | 59°11′52″ с. ш. 37°38′35″ в. д. |
| деревня Рогач        | 19 256 804 044 | 8279       |                                    |                                    | 162682 | 59°13′15″ с. ш. 37°33′53″ в. д. |
| деревня Сойволовская | 19 256 870 018 | 7731       | 48                                 | 12                                 | 162675 | 59°11′00″ с. ш. 37°29′47″ в. д. |
| деревня Теребень     | 19 256 870 015 | 7736       | 33                                 | 9                                  | 162675 | 59°12′36″ с. ш. 37°38′38″ в. д. |
| деревня Труженик     | 19 256 870 016 | 7737       | 41                                 | 5                                  | 162675 | 59°13′07″ с. ш. 37°28′52″ в. д. |
| деревня Шулма        | 19 256 870 001 | 7724       | 36                                 | —                                  | 162675 | 59°12′18″ с. ш. 37°32′46″ в. д. |

## Достопримечательности
В селе Нелазском находится церковь Успения Пресвятой Богородицы (1694 год), выдающийся памятник деревянного зодчества (59°11′20″ с. ш. 37°38′32″ в. д.).